# Tåsjön (Skärvs socken, Västergötland)
Tåsjön är en sjö i Skara kommun i Västergötland och ingår i Göta älvs huvudavrinningsområde. Sjön har en area på 0,11 kvadratkilometer och ligger 126,1 meter över havet. Billingeleden mellan Höjentorp och Varnhem passerar sjön. Riksväg 49 passerar sjön, och vägens ombyggnad har försenats för att extra hänsyn behövts tas för att inte vägbygget ska påverka sjön.

## Delavrinningsområde
Tåsjön ingår i det delavrinningsområde (647653-137378) som SMHI kallar för Utloppet av Tåsjön. Medelhöjden är 137 meter över havet och ytan är 2,89 kvadratkilometer. Det finns inga delavrinningsområden uppströms utan avrinningsområdet är högsta punkten. Vattendraget som avvattnar avrinningsområdet har biflödesordning 6, vilket innebär att vattnet flödar genom totalt 6 vattendrag innan det når havet efter 263 kilometer. Delavrinningsområdet består mestadels av jordbruk (72 %). Avrinningsområdet har 0,16 kvadratkilometer vattenytor vilket ger det en sjöprocent på 5,5 %. Bebyggelsen i området täcker en yta av 0,23 kvadratkilometer eller 8 % av avrinningsområdet.